# Xã Empire, Quận Andrew, Missouri
Xã Empire (tiếng Anh: Empire Township) là một xã thuộc quận Andrew, tiểu bang Missouri, Hoa Kỳ. Năm 2010, dân số của xã này là 423 người.